# Campanha de Fezã (2011)
A campanha de Fezã foi uma campanha militar conduzida pelo Exército de Libertação Nacional para tomar o controle do sudoeste da Líbia durante a Primeira Guerra Civil Líbia. De abril a junho de 2011, as forças anti-Gaddafi ganharam o controle da maioria da parte oriental da região do sul do deserto (ou seja, a parte sul da Cirenaica) durante a campanha do deserto da Cirenaica. Catrune passou para o controle rebelde em 17 de julho e retornou ao controle das forças pró-Gaddafi em 23 de julho. No final de agosto, as forças rebeldes e pró-Gaddafi combatiam pelo controle de Saba.

## Antecedentes
Antes da guerra, partes do sul da Líbia eram conhecidas por serem quase anárquicas e as viagens eram frequentemente restritas em algumas áreas devido à presença de bandos de militantes e bandidos (que muitas vezes atravessavam a fronteira da Argélia) perambulando pelo deserto entre as cidades. Os confrontos entre militantes islâmicos ligados à Alcaida e forças de segurança líbias ocorreram várias vezes perto da cidade de Gate nos anos que antecederam o conflito. Mais ao sul, perto da fronteira com o Chade, o terreno torna-se perigoso devido às minas terrestres no deserto remanescentes do conflito entre Chade e Líbia, que durou de 1978 a 1987. O extremo sul também carece de estradas pavimentadas e serviços de telefonia móvel operando, dificultando a comunicação mesmo em tempos de paz.

## Eventos anteriores
Após a campanha do deserto da Cirenaica, organizada pelas forças lealistas, o foco deslocou-se para a parte sul do deserto da Líbia. Em meados de junho de 2011, o Deserto Oriental estava sob o controle de forças que respondiam ao Conselho Nacional de Transição em Bengazi. Os confrontos em Saba, a maior cidade do Fezã, em meados de junho, sugeriram vulnerabilidades anteriormente desconhecidas em um assentamento no qual acreditava-se ser um reduto gaddafista. Embora os ativistas e combatentes anti-Gaddafi em Saba tenham sido reprimidos com sucesso, o Conselho Nacional de Transição sugeriu que a ousada tentativa de insurreição era um indicativo de fissuras na base de apoio de Gaddafi na cidade oásis.

## A campanha
Deslocando-se de Cufra, um centro populacional no sudeste do deserto, as forças rebeldes atravessaram o distrito de Murzuque ao longo da fronteira internacional com o Chade e o Níger em meados de julho de 2011; asseguraram a passagem de fronteira de Tumu e tomaram Catrune em 17 de julho, sem disparar um único tiro. Também capturaram um aeródromo militar e um posto avançado em Al Wigh, perto da fronteira com o Níger. Acredita-se que as forças pró-Gaddafi se retiraram para Traghan a fim de bloquear um avanço rebelde suspeito em Saba, mas as forças rebeldes contornaram Traghan em seus assédio ao norte a fim de capturar a aldeia de Umm Al Aranib como uma base avançada.
As forças lealistas atacaram Catrune três vezes antes de finalmente recapturá-la em 23 de julho. Os membros da tribo tubu, que declararam apoio ao Conselho Nacional de Transição, recuaram para o sul da cidade, deixando cerca de 20.000 civis encurralados entre eles e o exército. Pelo menos duas pessoas foram mortas e oito feridas no ataque final para retomar a cidade.
Em 5 de agosto, Alain Juppé, ministro das Relações Exteriores da França, afirmou que as regiões do sul da Líbia estavam "praticamente sob o controle do Conselho Nacional de Transição". Não houve confirmação da alegação por qualquer mídia independente, dos lealistas ou dos rebeldes.
Os combatentes tubus tomaram Murzuque juntamente com sua base militar após uma hora de intensos combates em 17 de agosto. Doze soldados do governo foram mortos, assim como um rebelde, e os combatentes da oposição também apreenderam suprimentos e armas.

### Jufra
Ao menos um oficial do Conselho Nacional de Transição sugeriu que o distrito de Jufra, incluindo Hune, Uadane e cidades vizinhas, bem como a Base Aérea de Jufra, era um alvo fundamental, mais valioso do que Bani Ualide ou Sirte. Em 19 de setembro, as forças rebeldes tomaram o controle de Zela, uma cidade oásis perto da área de Jufra. Em 21 de setembro, as forças pró-Gaddafi bombardearam a cidade de Hune depois que as forças rebeldes assumiram o controle dela. No mesmo dia, o Conselho Nacional de Transição anunciou que assumiu o controle da cidade de Jufra e arredores.  Isto foi posteriormente confirmado em uma conferência de imprensa da OTAN pelo tenente-general Charles Bouchard.

### Saba
Vários meses após os confrontos ocorridos na cidade de Saba, no sul da Líbia, em junho, forças da oposição líbia relataram violentos combates entre combatentes revolucionários e forças leais a Muammar Gaddafi em 23 de agosto. Vários dias depois, em 25 de agosto, os rebeldes afirmaram ter novamente capturado o posto avançado de Al Wigh, a várias centenas de quilômetros ao sul de Saba, em direção à tríplice fronteira Líbia-Chade-Níger.
Em 28 de agosto, três soldados do Exército de Libertação Nacional foram mortos na cidade de Saba depois de ficarem sem munição. As brigadas pró-Gaddafi foram acompanhadas por reforços de outras cidades. No mesmo dia, o coronel Ahmed Bani do Exército de Libertação Nacional afirmou que eles "avançariam" contra Saba depois de tomarem o controle de Sirte na costa.
Em 4 de setembro, as forças do Exército de Libertação Nacional reivindicaram um cerco sob Saba. A cidade iria receber ajuda humanitária, mas teria uma semana para se render.
Em 19 de setembro, o porta-voz do Ministério da Defesa do Conselho Nacional de Transição, coronel Ahmed Bani, anunciou em uma entrevista coletiva que os seus combatentes conseguiram capturar o aeroporto e o forte de Saba. Não houve verificação independente imediata de suas reivindicações.
Em 20 de setembro, as forças rebeldes entraram na cidade de Saba, tomando o centro da cidade com pouca resistência. Um repórter da CNN acompanhou as forças rebeldes, confirmando os relatos. Um porta-voz militar do Conselho Nacional de Transição em Bengazi declarou que o aeroporto de Saba estava sob o controle dos combatentes anti-Gaddafi, mas os combates continuavam em alguns bairros da cidade propriamente dita.

### Biraque
Em 14 de setembro, um comandante do Conselho Nacional de Transição afirmou que uma coluna anti-Gaddafi de 500 homens (vinda do norte, região de Mizda) havia capturado a base aérea militar de Biraque, no centro-sul da Líbia, a cerca de 50 quilômetros ao norte de Saba. O comandante do Conselho Nacional de Transição (Ahamda Almagri) também declarou que dois gaddafistas foram presos, enquanto setenta lealistas fugiram da base aérea, a segunda maior no sul da Líbia. Na manhã de 15 de setembro, as forças anti-Gaddafi entraram na cidade onde os combates irromperam.
Em 16 de setembro, as forças anti-Gaddafi assumiram o controle das cidades de Biraque e Gira, a apenas 50 quilômetros ao norte de Saba. Durante os combates, disparos de foguetes atingiram a base aérea (que os rebeldes capturaram no dia anterior), o que incendiou os depósitos de munição subterrâneos que continham milhares de cartuchos de artilharia causando explosões massivas. Um dia depois, em 17 de setembro, o restante das cidades do distrito de Axati foram pacificamente tomadas pelas forças rebeldes.

### Murzuque
No dia 21 de setembro, depois que as forças rebeldes tomaram o controle de Saba, o porta-voz da Brigada do Escudo do Deserto em Bengazi afirmou que as forças do Conselho Nacional de Transição se deslocaram do sul de Saba e entraram em confronto com gaddafistas na cidade de Tragane, entre Umal Aranibe e a capital do distrito de Murzuque.

### Ubari
Em 22 de setembro, um comandante do Conselho Nacional de Transição em Saba disse ao correspondente da CNN Ben Wedeman que suas forças tomaram o controle da cidade de Ubari, a capital do distrito de Uádi Alhaiate.

### Gat
Em 25 de setembro, os combates se deslocaram para a cidade fronteiriça de Gat, onde os últimos remanescentes pró-Gaddafi em Fezzan estariam estacionados. No mesmo dia, as forças rebeldes assumiram o controle do aeroporto de Gat, localizado ao norte da cidade, e um dia depois a própria Gat e a passagem de fronteira de Tinkarine com a Argélia.